# Dmitri Wassiljewitsch Komornikow
Dmitri Wassiljewitsch Komornikow (russisch Дмитрий Васильевич Коморников, wiss. Transliteration Dmitrij Vasil'evič Komornikov; * 28. Juli 1981 in Petschora, Republik Komi, Sowjetunion) ist ein russischer Brustschwimmer.

## Werdegang
Komornikow trat zweimal bei Olympischen Sommerspielen an. 2000 in Sydney wurde er auf seiner Paradestrecke, den 200 m Brust Neunter. 2004 in Athen wurde er über dieselbe Strecke 17.
2003 schwamm er sich auf einen Schlag in den Mittelpunkt des internationalen Schwimmsports, als er bei den zur Mare Nostrum-Reihe gehörenden Meetings in Monte Carlo mit Europarekord und in Barcelona mit neuem Weltrekord gewann.
Die in Barcelona aufgestellte Zeit ist noch immer die schnellste Zeit die jemals ein Europäer geschwommen ist.